# 450 Брігітта
450 Брігітта (450 Brigitta) — астероїд головного поясу, відкритий 10 жовтня 1899 року у Гейдельберзі.